# Fatou Diome
Fatou Diome (* 1968, Niodior) je senegalská spisovatelka.

## Životopis
Provdala se za Francouze a studovala na štrasburské univerzitě. Po vydání první sbírky povídek v roce 2001 zažila velký úspěch se svým debutovým románem Le Ventre de l’Atlantique. Francie, Afrika a jejich vztah tvoří základ jejích příběhů. V současné době žije ve Francii.

## Dílo
- La Préférence nationale, sbírka povídek, édition Présence Africaine, 2001
- Le Ventre de l'Atlantique, román, éditions Anne Carrière, 2003 - éditions Le Livre de poche 30239
- Les Loups de l’Atlantique, povídka, 2002
- Kétala, román, 2006, Éditions Flammarion
- Inassouvies, nos vies, román, 2008, Éditions Flammarion
- Le Vieil Homme sur la barque, Naïve, 2010
- Celles qui attendent, román, 2010, Éditions Flammarion
- Mauve, 2010, Éditions Flammarion
- Impossible de grandir, román, 2013, Éditions Flammarion